# Крамер, Карл Готлоб
Карл Готлоб Крамер (нем. Carl Gottlob Cramer; 3 марта 1758, Пёделист, Саксония-Анхальт — 7 июня 1817, Драйсигакер, герцогство Саксен-Мейнинген) — немецкий писатель, автор рыцарских и разбойничьих романов.
Автор многочисленных, прежде популярных романов, из которых наиболее удачным считался «Leben und Meinungen, auch seltsame Abenteuer Erasmus Schleichers, eines reisenden Mechanikus» (1789—1791). Его романы переводились на другие европейские языки.